# Aanslag op Nijmegen
De Aanslag op Nijmegen voltrok zich in de nacht van 10 op 11 augustus 1589, tijdens de Tachtigjarige Oorlog. Maarten Schenk van Nydeggen, een staatse krijgsoverste van ongeveer 200 soldaten, overviel 's nachts de stad Nijmegen, die echter voorbereid was en de indringers verdreef.

## Het gevecht

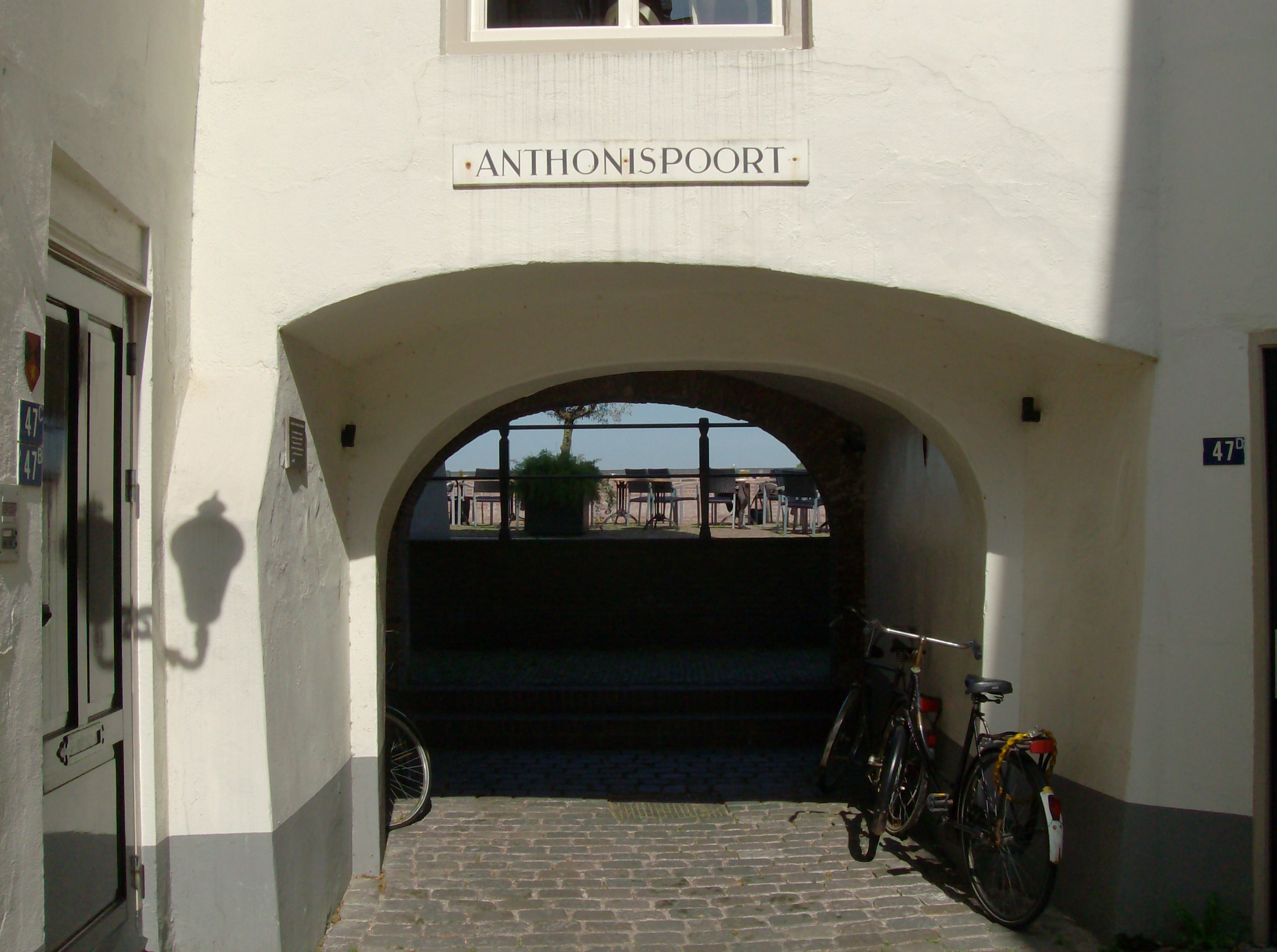
De Anthonispoort (zuidzijde)

Schenk en zijn mannen verzamelden zich op 10 augustus op de Schenkenschans. Met 20 schepen en 50 ponten staken zij de Waal over vanaf Knodsenburg, dat mede door Schenk was ontworpen. Op de Waalkade aangekomen drongen zij Nijmegen binnen door de Anthonispoort.
Echter, de overwegend katholieke bevolking van Nijmegen wist van de aanslag, en had zich bewapend en verzameld. Ze zouden met witte gewaden en knotsen spoken hebben willen voorstellen om Schenk en zijn mannen de stuipen op het lijf te jagen, waar zij in slaagden. De tegenstand bleek te veel en de staatsen vluchtten terug naar hun schepen, waar in alle haast om de Waal over te steken enkele boten kapseisden en anderen zonken door overgewicht. Vele soldaten verdronken, onder wie Maarten Schenk zelf; in zijn zware harnas kon hij met geen mogelijkheid zwemmen.

## Nasleep

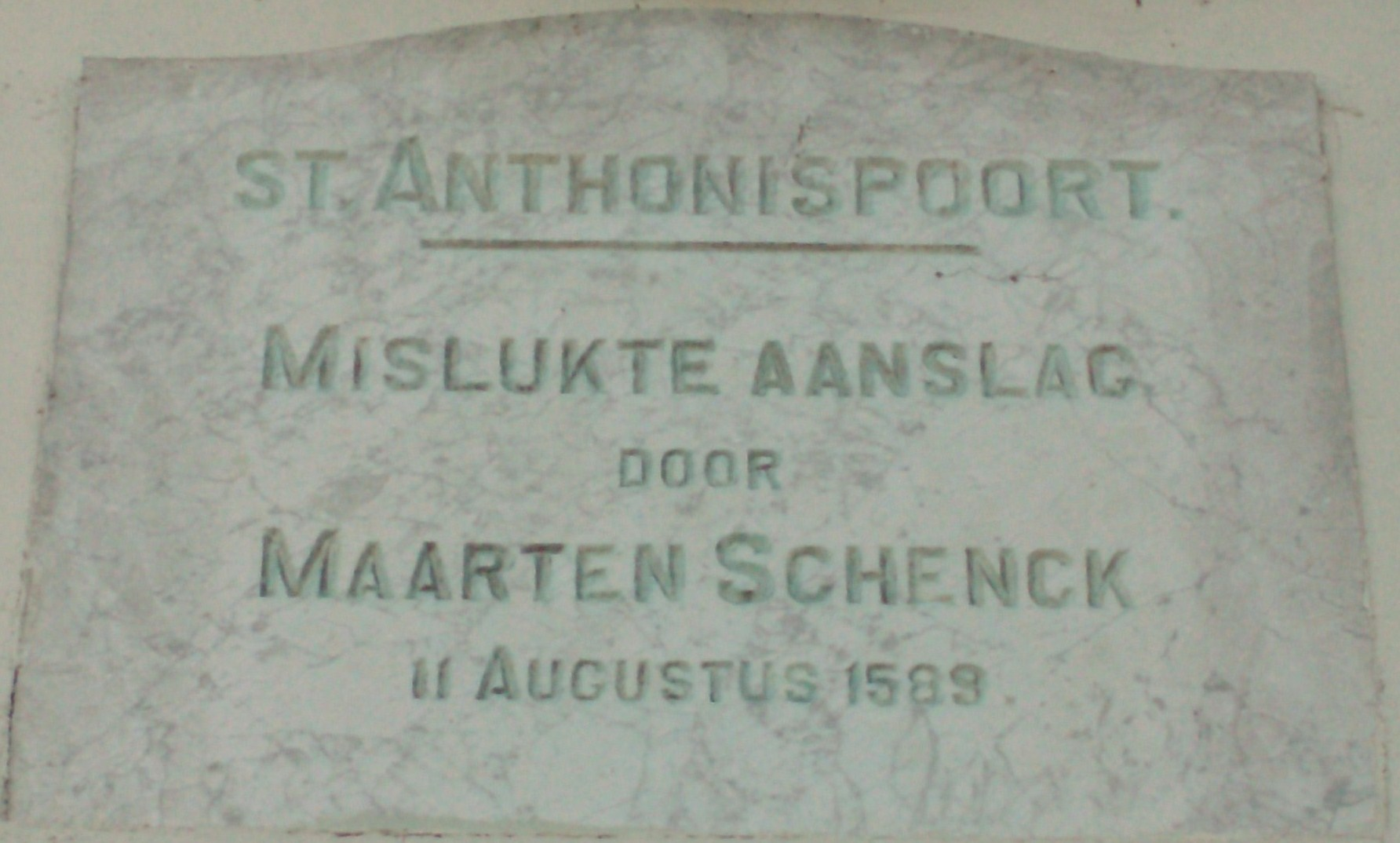
Gedenksteen van de aanslag (noordzijde Anthonispoort)

De ontkomen manschappen gingen tussen Lent en Oosterhout aan wal; later zouden zij plunderend door Westfalen trekken. De Nijmeegse bevolking zou daags na de aanslag in de Waal vissen naar verdronken soldaten, op zoek naar buit. Zo werd ook het lijk van Maarten Schenk opgevist, en op bevel van het stadsbestuur onthoofd en gevierendeeld; zijn hoofd werd aan de Anthonispoort gespiest en zijn overige lichaamsdelen aan andere stadspoorten gehangen als afschrikwekkend voorbeeld. Acht dagen later werd Schenks stoffelijk overschot opgeborgen in een kist en naar de Kronenburgertoren gebracht.
Toen prins Maurits in 1591 het beleg sloeg voor Nijmegen, trachtten de Nijmegenaren opnieuw 's nachts verkleed als spoken met knotsen zijn troepen te verjagen. Zij wilden voorkomen dat Maurits het herstel kon voltooien van de schans op de noordoever van de Waal, vanwaar hij Nijmegen kon bestoken. Dit mislukte echter en deze keer werden de spoken zelf achternagezeten. Aan dit voorval zou de schans zijn naam Knodsenburg hebben overgehouden, dat nog altijd de carnavalsnaam is van de stad Nijmegen.
Nadat de prins van Oranje Nijmegen op 21 oktober 1591 had veroverd, was een van zijn eerste daden de overblijfselen van Maarten Schenk te verzamelen en alsnog te begraven in de Stevenskerk.
69: Verwoesting Oppidum Batavorum ·
880: Beleg door Vikingen ·
1473: Beleg door Karel de Stoute ·
1585: Beleg door Farnese (Parma) ·
1589: Aanslag door Maarten Schenk ·
1591: Beleg van Knodsenburg ·
1591: Beleg door Maurits ·
1672: Beleg door Fransen ·
1794: Beleg door Fransen ·
1944: Bombardement van februari 1944 · Slag om Nijmegen · Waaloversteek · Duitse aanvallen op de Nijmeegse Waalbruggen · Bombardement van oktober 1944